# 浮落

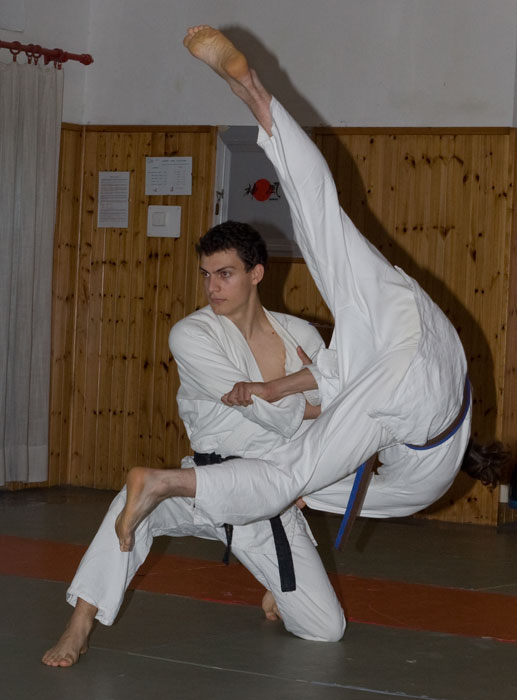
浮落

浮落（うきおとし）は、柔道の投技の一つである。手技の一つ。講道館や国際柔道連盟 (IJF) での正式名。IJF略号UOT。

## 概要
基本形は右組の場合、釣り手の右手で受の左肩を強く持ち上げ、受の右袖を持った引手の左手を下に引き強く引き落とし受を高く右前隅に崩し、左足を後方に下げ取の左後隅に投げる、または、左膝を沈めながら曲げた脚の上を飛び越させる様に自分の前を通過させ投げる技。受が体が浮かされたような状態にするほど大きな崩しすることで受は足が出すなどして防ぐことができない。逆に言えばそれほど完璧な崩しがなければ投げることができないとも言える。強い崩しがないと投げられない技であることから崩しの技法を体得するために投の形に含まれている。
手足で刈ったり腰に乗せたりすることなく投げることから、隅落とともに、空気投（真空投げ）の一つとされる技である。

## 変化
形の演武の中では取は膝をついて投げるが、膝をつかなくても浮落となることはある。
左手で受の左袖を取り、右手で受の後帯を取り、右膝を床について右後隅に受を投げる浮落もある。

### 空気投
空気投（くうきなげ）は基本形と同様に両手で受を崩し、釣り手側の足、右足を前に踏み込み、左足を後ろに体を急激に左に開いて受を崩し、受の右前隅、取の左後隅に投げる浮落。「空気投」は浮落や隅落の別名とされることが多いが、柔道家の川石酒造之助の書籍では浮落の変化技であり、このような技だとしている。彼の早稲田大学の先輩である石黒敬七が研究開発した技である。石黒が旧制柏崎中学に在学時、当時四段の中野正三が出稽古に来た。そのときに中野が気まぐれにやった振り回して投げるような技に感激した石黒は見様見真似でその技を研究した。この技は透落し、隙落し（すきおとし）、捻投げ等と呼ばれたが、その後、早稲田大学在学中に仲間から技の名前を「空気投」とすることを勧められ、それが宣伝されるようになり広まっていった。1982年の「講道館柔道の投技の名称」制定に際しては講道館では「引落」や「振落」で新名称の候補に挙がったが採用されなかった。別表記空氣投。別名引落、振落、前隅落（まえすみおとし）、振投（ふりなげ）。

### 肘落
肘落（ひじおとし）は両手で受の両袖を持ち、釣り手の右手で受の左肘を持ち上げ受の右袖を持った引手の左手を下に引き強く引き落とし受の右前隅に崩し、左足を後方に下げ取の左後隅に投げる浮落。

### 大外すかし
大外すかし（おおそとすかし）は大外刈への返し技の浮落。相手の大外刈をかわして相手の前に投げる。1982年の「講道館柔道の投技の名称」制定に際しては講道館では新名称の候補に挙がったが採用されなかった。別表記大外透。

## 歴史
嘉納治五郎が学んだ天神真楊流に透落という全く同じ技が存在しており、起源は江戸時代にあると考えられる。嘉納が明治21年に記した「柔道雑記」には既に「浮落」が入っており当初から講道館の技としても使われていたようである。
1997年の世界柔道86 kg級代表であった藤田博臣がこの技を得意にしていた。女子では塚田真希が度々この技を使っていた。また、藤田や塚田の様に腰に乗せたり、庄司武男の様に櫓投げの形で足に乗せたりと変形の浮落も存在するが、隅落同様、相手の力を利用し手だけで投げるのだが、本来の浮落でも自分の腰や足の動きを利用している。
かつて相手の肩越しに後帯または背中と下穿きを持ちながら浮落の様に投げる側の足を後ろに下げたり、膝を落としたりして、捻り落として投げる技はハバレリと呼ばれていた。講道館ではこのような技は浮落に分類されていた。のちに1995年9月に決定されたIJFの技名称では帯取返という名称となり、2017年には講道館も帯取返を新設し、そこに分類するようになった。

### 返し技への発展
浮落は上述のように乱取りで単独で使うには非常に難しい技ではあるが、相手の技をすかしたり返す場合には相手の技の勢いを使うことができるため、返し技として比較的容易になる（それでもかなり高度な技である）。この場合、支釣込足に形が近くなる。それらの技法から小内返、大内返、内股すかしが生まれた。